# ميل بلونت
ميل بلونت (بالإنجليزية: Mel Blount)‏ هو لاعب كرة قدم أمريكية أمريكي، ولد في 10 أبريل 1948 في فيداليا في الولايات المتحدة.

## وصلات خارجية
- ميل بلونت على موقع مرجع كرة القدم المحترفة.كوم (الإنجليزية)
- ميل بلونت على موقع قاعة لويزيانا للمشاهير الرياضية (الإنجليزية)
- ميل بلونت على موقع إن إن دي بي (الإنجليزية)